# Jordi García Candau
Jordi García Candau (Villarreal, Castellón, 2 de enero de 1951) es un periodista español.

## Biografía
Licenciado en Derecho y Periodismo, ingresó en Radio Nacional de España en 1977, donde fue Subdirector de España a las ocho y dirigió el informativo de mediodía.
En 1982 es nombrado Subdirector de Radiocadena Española y un año después alcanza la dirección de la emisora. Tras la sustitución de José María Calviño por Pilar Miró al frente de RTVE, García Candau es relevado de su cargo en octubre de 1986.
Dos meses después, el Congreso de los Diputados, a propuesta del PSOE, lo elige miembro del Consejo de Administración de Radiotelevisión Española.
El 23 de febrero de 1990, es nombrado director general del ente en sustitución de Luis Solana. Ejerce el cargo hasta 1996. Durante su mandato una de sus principales preocupaciones fue el saneamiento de la complicada situación económica de Radio Televisión Española, para lo que presentó, en diciembre de 1995, un Plan Estratégico que incluía una inyección financiera pública para el período 1995-1999, que equivalía a la asunción por parte del Estado de 245.917 millones de pesetas de la deuda de RTVE, más subvenciones públicas anuales de 80.000 millones . El Plan, sin embargo, no llegó a salir adelante, al encontrar la oposición, entre otros, del entonces Ministro de Economía y Hacienda, Pedro Solbes .
El 31 de octubre de 2000, fue nombrado Director del Ente Público Radio Televisión Castilla-La Mancha, (propiedad de la Junta de Comunidades de Castilla-La Mancha) , empresa administradora del servicio público de radio y televisión castellanomanchegos. Ejerció dicho cargo hasta el 22 de julio de 2011.
Es hermano del también periodista Julián García Candau.
| Predecesor: Luis Solana | Director general de RTVE 1990 - 1996                                              | Sucesor: Mónica Ridruejo |
| Predecesor: Ninguno     | Director general del Ente Público Radio Televisión Castilla-la Mancha 2000 - 2011 | Sucesor: Ignacio Villa   |